# Spy (film)
Spy är en amerikansk actionkomedifilm som hade världspremiär på filmfestivalen South by Southwest den 15 mars 2015 och sverigepremiär den 5 juni samma år. Filmen är regisserad av Paul Feig och medverkas av bland annat Melissa McCarthy, Jason Statham, Rose Byrne, Jude Law och den svenske komikern och skådespelaren Björn Gustafsson.

## Handling
Susan Cooper (Melissa McCarthy) är en anspråkslös, skrivbordsbunden CIA-analytiker. När hennes partner Bradley Fine (Jude Law) råkar illa ut erbjuder Cooper sig frivilligt att gå undercover för att infiltrera vapenhandlaren Rayna Boyanov (Rose Byrne) och förhindra en global katastrof.

## Rollista
- Melissa McCarthy - Susan Cooper
- Jason Statham - Rick Ford
- Jude Law - Bradley Fine
- Rose Byrne - Rayna Boyanov
- Miranda Hart - Nancy B. Artingstall
- Bobby Cannavale - Sergio De Luca
- Allison Janney - Elaine Crocker
- Peter Serafinowicz - Aldo
- Björn Gustafsson - Anton
- 50 Cent - Sig själv
- Morena Baccarin - Karen Walker
- Nargis Fakhri - Lia
- Zach Woods - Man i lila slips
- Jessica Chaffin - Sharon
- Will Yun Lee - Timothy Cress
- Carlos Ponce - Matthew Wright
- Michael McDonald - Patrick
- Jamie Denbo - Kasinovärdinna
- Ben Falcone - Amerikansk turist
- Katie Dippold - Katherine
- Steve Bannos - Alan the Bartender
- Mitch Silpa - Fredrick
- Raad Rawi - Tihomir Boyanov
- Verka Serdjutjka - Sig själv